# ريكاردو كوستا

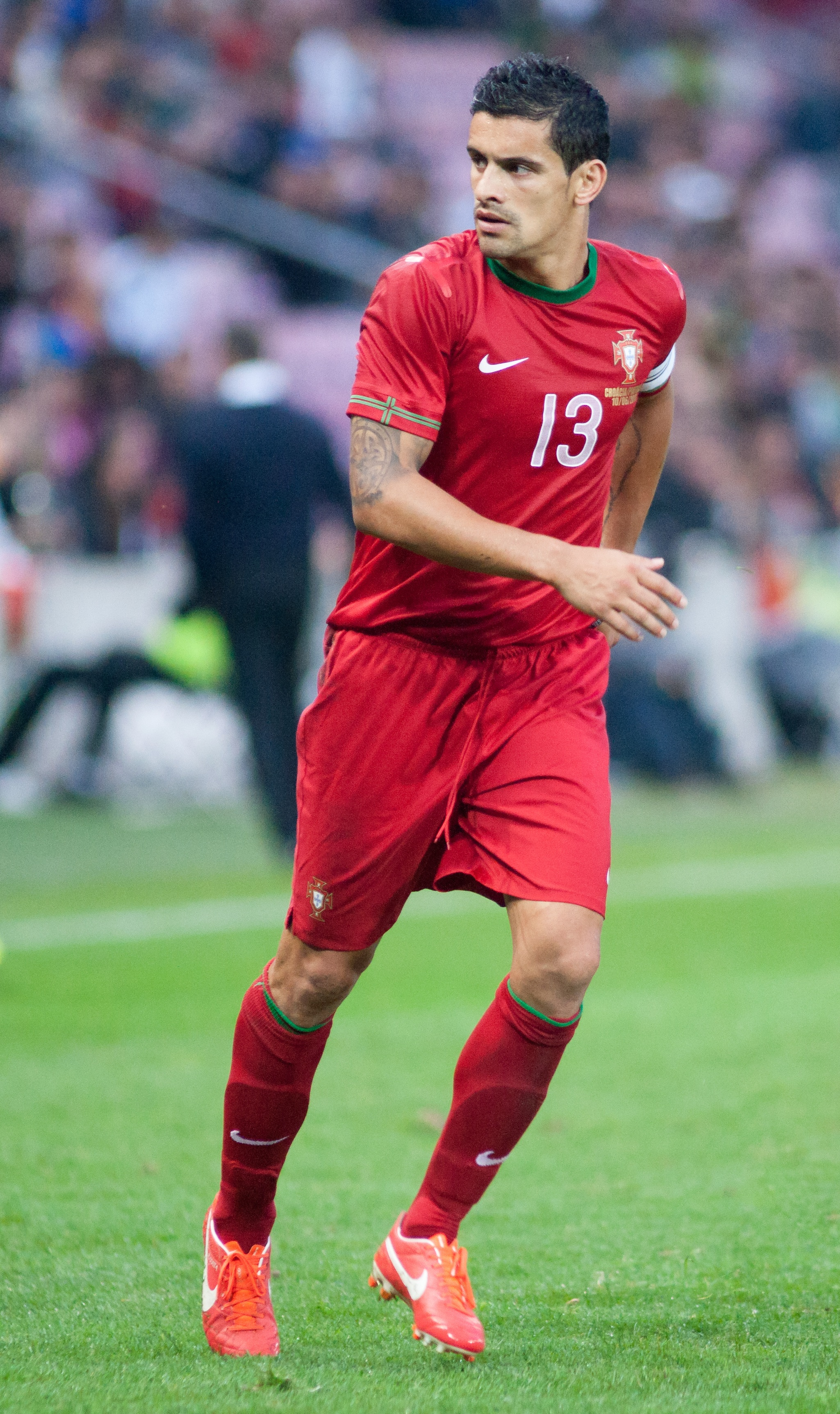
ريكاردو كوستا

ريكاردو ميغيل موريرا دا كوستا (بالبرتغالية: Ricardo Miguel Moreira Costa‏) (مواليد 16 مايو 1981 في فيلا نوفا دي غايا - البرتغال) لاعب كرة قدم برتغالي يلعب حاليا لصالح نادي الدرجة الأولى فالنسيا الأسباني منذ 2010 في مركز قلب الدفاع كما يجيد اللعب في مركز الظهير الأيمن والأيسر .

## وصلات خارجية
- ريكاردو كوستا على موقع الاتحاد الدولي (مؤرشف)  (الإنجليزية)
- ريكاردو كوستا على موقع الاتحاد الأوربي (الإنجليزية)
- ريكاردو كوستا على موقع قاعدة بيانات كرة القدم.إي يو (الإنجليزية)
- ريكاردو كوستا على موقع بيانات كرة القدم. دي إي (الألمانية)
- ريكاردو كوستا على موقع ناشيونال فوتبول تيمز (الإنجليزية)
- ريكاردو كوستا على موقع Soccerbase.com (لاعب) (الإنجليزية)
- ريكاردو كوستا على موقع Soccerway.com (الإنجليزية)
- ريكاردو كوستا على موقع عالم كرة القدم.نت (الإنجليزية)
- ريكاردو كوستا على موقع كووورة
- ريكاردو كوستا على موقع أوليمبيديا (الإنجليزية)